# 255
255 је била проста година.

## Догађаји
- Цезар Публије Лициније Валеријан и Цезар Публије Лициније Валеријан Егнације Галијен су римски конзули.
- Ма Џун, кинески механичар из краљевства Веј, изумео је двоколицу, возило са компасом које је користило диференцијални уређај уместо магнетизма.
- Покренут је велики морски поход од Азовског региона до Азије.